# Giovanni Greco
Giovanni Greco (* 11. April 1990) ist ein italienischer Badmintonspieler. 

## Karriere
Giovanni Greco wurde 2007, 2009, 2010, 2011 und 2012 italienischer Meister. Bis auf 2010, wo er im Doppel erfolgreich war, gewann er alle seine Titel im Herreneinzel. 2011 siegte er bei den Uganda International. Weitere Podestplätze erkämpfte er sich unter anderem bei den Botswana International 2010, den South Africa International 2010, den Fiji International 2011, den Syria International 2011 und den Mauritius International 2011. 2014 gewann er gemeinsam mit Rosario Maddaloni die Puerto Rico International. 